# آرمینه توروسیان
آرمینه توروسیان (ارمنی: Արմինե Թորոսյան؛ انگلیسی: Armine Torosyan؛ ۱۹۷۵) یک بدمینتون‌باز زن اهل ارمنستان است .